# Olle Hansson
Olle Hansson (ur. 22 kwietnia 1904 r., zm. 22 stycznia 1991 r.) – szwedzki biegacz narciarski, brązowy medalista mistrzostw świata.

## Kariera
Uczestniczył w zawodach w latach 20. i 30. XX wieku. W 1929 roku wystartował na mistrzostwach świata w Zakopanem zdobywając brązowy medal w biegu na 50 km techniką klasyczną, ulegając jedynie dwóm Finom: zwycięzcy Veliemu Saarinenowi oraz drugiemu na mecie Anselmowi Knuuttili. Na tych samych mistrzostwach zajął czwarte miejsce w biegu na 17 km, walkę o brązowy medal przegrywając ze swym rodakiem Hjalmarem Bergströmem. Nigdy nie startował na igrzyskach olimpijskich.
Ponadto Hansson zdobył mistrzostwo Szwecji w biegu na 50 km w 1931 roku.

## Osiągnięcia

### Mistrzostwa świata
| Miejsce | Dzień    | Rok  | Miejscowość | Konkurencja             | Czas biegu | Strata    | Zwycięzca        |
| ------- | -------- | ---- | ----------- | ----------------------- | ---------- | --------- | ---------------- |
| 4.      | 7 lutego | 1929 | Zakopane    | 17 km stylem klasycznym | 1:20.03 h  | +3:00 min | Veli Saarinen    |
| 3.      | 9 lutego | 1929 | Zakopane    | 50 km stylem klasycznym | 3:50.01 h  | +3:29 min | Anselm Knuuttila |